# Козаљ
Козаљ је тврђава која се налази 14km северозападно од Књажевца. Данас има остатака утврде. Тврђава се 1187. године налазила у византијским рукама и тада ју је освојио и разрушио Стеван Немања.